# Osborne Mine
Die Osborne Mine liegt 195 Kilometer südöstlich von Mount Isa in Queensland, Australien. In dem Bergwerk wird Kupfer und Gold abgebaut.
Das Bergwerk wurde 1995 als Tagebau eröffnet, im Februar 1996 begann der Untertagebau und 1998 wurde eine Zerkleinerungs- und Erzförderanlage untertage in Betrieb genommen. Von 2006 bis 2010 betrieb es die Barrack Australia Limited, eine 100-%-Tochter von Barrick Gold, die es von 10,4 Milliarden US-Dollar von der Placer Dome gekauft hatte.
Das Erzkörper Osborne liegt in einem eisenhaltigen Gestein, das mehrfach metamorph überprägt wurde. Der Haupterzkörper befindet sich neben einer Formation aus dem Mesozoikum, daneben liegt ein weiterer paralleler Erzkörper und am südlichen Ende ein weiterer Erzkörper. Das bedeutendste vorkommende Kupfermineral ist feinstverteiltes Chalkopyrit; das  Wirtsgestein eine verkieselte Brekzie. Neben der Osborne Mine liegt ein weiterer Erzkörper, der Kulthor genannt wird.
Im September 2010 übernahm Ivanhoe Mining das Bergwerk und wird das etwa zwei Kilometer entfernte Erzvorkommen Kulthor erschließen. Im März 2012 nahm Ivanhoe Mining den Bergwerksbetrieb wieder auf.
The Osborne Mine fördert etwa 2 Millionen Tonnen Erz und produziert 150.000 Tonnen Kupfer-Goldkonzentrat mit einem Gehalt von 23,5 Prozent Kupfer und 6,5 Gramm Gold je Tonne. In dem Konzentrationsverfahren entsteht auch Gold, das zu Goldbarren verarbeitet werden kann.
Auf dem Bergwerksgelände befindet sich ein Kupfer- und Gold-Konzentrator, ein mit Gas und Diesel betriebenes Kraftwerk, ein Camp für 470 Beschäftigte und eine Piste für Flugzeuge.